# 吉野圭吾
吉野 圭吾（よしの けいご、本名同じ、1971年3月1日 - ）は日本の俳優。ミュージカルを中心に活動。ジャンクション所属。東京都出身。身長181cm。血液型はA型。

## 略歴
関東国際高等学校演劇科を卒業後、劇団四季に入団。在籍期間中は『ウエストサイド・ストーリー』等に出演。1990年に退団し、休養期間を経た後、1991年に音楽座に入座。『リトルプリンス』のヘビ役などで人気を博し、『とってもゴースト』『アイ・ラブ・坊っちゃん』『マドモアゼル・モーツァルト』等、音楽座の数々の代表作に出演、1996年の音楽座の解散によりフリーとなる。
その後はミュージカルを中心として様々な作品に出演。『モーツァルト!』『ダンス・オブ・ヴァンパイア』といった大作ミュージカル、『ダウンタウン・フォーリーズ』『CLUB SEVEN』等のバラエティショー、自身の演出・構成によるライブ「Toy Box」、ストレートプレイやダンス作品など、幅広く活動。二枚目からコミカルな役、朴訥な青年、人間外の存在等々、多彩なキャラクターを演じ分ける。
2009年4月、『宝塚BOYS』の星野丈治、『傾く首〜モディリアーニの折れた絵筆』のアメディオ・モディリアーニの役の演技に対して、第34回菊田一夫演劇賞を受賞。

## 人物像・エピソード
- 動物などをモチーフにしたシュールなイラストを描き、オリジナルグッズや公認ファンサイトに掲載している。2005年の『SHIROH』では稽古や公演の様子を描いたイラストと文を、役名の「板倉重昌」の名をとって「しげちゃんの絵日記」として公演公式サイトで連載した。
- 高校時代からの熱心な尾崎豊ファン。
- 関東国際高等学校の演劇科の3期生であり、同科に初めて在籍した男子でもある。入学時には女子ばかりの演劇科に男子が3人しかおらず、いずれもバレエ初心者であったため、一年後に男子のバレエ経験者が入ってくるまでタイツを後ろ前に履いていた。
- 劇団四季時代は山口祐一郎に似ていると言われることが多く、「小祐一郎」と渾名されていた。
- 1998年に、自身の内面をダンスや歌、芝居で描いたファーストライブ『BORN』で演出・主演を務めた。この時期、名前のみの「圭吾（Keigo）」に改名し、雑誌・ラジオにもその名前で出ていたが、次の公演以降は元に戻している。
- バレエやジャズダンス、タンゴ等様々な踊りを得意とする。タップは苦手としていたが、2000年『42nd STREET』のビリー・ローラー役に際して半年間猛特訓を行い、現在では得意種目の一つとなっている。
- 2000年以降、不定期に行っているライブ「Toy Box」では、参加型を頻繁に取り入れてコントやダンスにお客を引き入れて盛り上げている。また、東山義久と二人で演じる『お月様ブラザース』という映像小作品をライブの度に上映しており、総タイツに月のお面という姿でシュールなコントを繰り広げる。
- 2002年『モーツァルト!』では、かつて音楽座の『マドモアゼル・モーツァルト』でも演じた興行師エマヌエル・シカネーダーを演じ、ショーアップシーンで大いに客席を沸かせた。『モーツァルト!』は2010年までに四演、公演数400を超えるが、いずれもシカネーダー役を演じている。
- 2006年の『ダンス・オブ・ヴァンパイア』のヘルベルト役では、助手の青年に迫る吸血鬼を演じ、読売新聞の劇評で「怪演」と評された。
- 2011年『三銃士』帝国劇場にロシュフォール役で出演した際、本番中のアクションシーンでアキレス腱断裂の怪我を負う。東京公演で残されていた4日間は殺陣の一部を変更して続投し、9月の博多公演は治療のため降板した。その後、手術・リハビリを経て11月の『江戸の青空 弐』から舞台に復帰。2012年春の『ジキル＆ハイド』以降は再びダンスやアクションを披露するまでに快復した。
- 2014年7月7日、日本テレビ『しゃべくり007 007と歌の女王様2時間SP』の『会いたい人007』コーナーに、神田沙也加の会いたい人の一人として出演。「得意のダンスを教える」という流れから堀内健とのダンス対決に発展した。即興でミュージカル調のパフォーマンスを盛り上げ、一時、名前や台詞がTwitterのトレンドワード入り、YAHOO!急上昇ワードのデイリーランキングで4位にランクインするなどの反響を得た。

## 主な出演作品

### ミュージカル
【劇団四季】
- 『ジーザス・クライスト=スーパースター』
- 『ウエストサイド物語』

【音楽座】
- 『シャボン玉とんだ宇宙までとんだ』 - ゼス、ミラ
- 『マドモアゼル・モーツァルト』 - シカネーダー、ドン・ジョバンニ
- 『チェンジ』
- 『リトルプリンス』 - ヘビ
- 『とってもゴースト』 - 服部光司、加藤
- 『泣かないで』 - 長嶋
- 『アイ・ラブ・坊っちゃん』 - うらなり

【1996年以降】
- 『Shocking!Shopping!』（1996, 1998）- アーク
- 『シーソー』（1996）
- 『Dream 〜風の夢　砂の歌』（1997） - ガイド
- 『ヴィクター・ヴィクトリア』（1997）
- 『ラ・カージュ・オ・フォール』（1999） - ジャン・ミッシェル
- 『ワルツが聞こえる?』（1999）
- 『ジョセフィン 虹を夢みて』（2000）
- 『ワンス・アポン・ァ・マットレス』（2000） - 道化
- 『世界中がアイ・ラヴ・ユー』（2001） - ホールデン
- 『パウロ』（2001） - パウロ
- 『Una Noche』（2001） - 渋谷のトニー
- 『屋根の上のヴァイオリン弾き』（2001, 2006 ） - パーチック
- 『42nd STREET』（2002） - ビリー・ローラー
- 『パナマ・ハッティー』（2002） - ウィンディ
- 『モーツァルト!』（2002, 2005, 2007, 2010, 2014） - エマヌエル・シカネーダー
- 『レ・ミゼラブル』（2003） - アンジョルラス
- 『砂の戦士たち』（2003） - ガト/井坂
- 『himself』（2004） - レアティーズ
- 『SHIROH』（2004） - 板倉重昌
- 『ダンス・オブ・ヴァンパイア』（2006, 2009） - ヘルベルト
- 『AKURO』（2006） - 謎の若者
- 『愛、時をこえて』（2007） - 高山右近
- 『タン・ビエットの唄』（2008, 2010） - ハイン
- 『レベッカ』(2008, 2010, 2018) - ジャック・ファヴェル
- 『スーザンを探して』（2009） - ジェイ
- 『グレイガーデンズ』（2009） - ジョージ・グールド・ストロング
- 『ガランチード-生きた証-』（2010） - 吉村/関川カツオ
- 『三銃士』（2011） - ロシュフォール
- 『ジキル&ハイド』（2012） - ガブリエル・ジョン・アターソン
- 『客家』（2012） - 文天祥
- 『ウェディング・シンガー』（2013） - サミー
- 『天翔ける風に』（2013） - 溜水石右衛門
- 『エニシング・ゴーズ』 （2013）- イヴリン・オークリー卿
- 『レディ・ベス』(2014, 2017) - シモン・ルナール
- 『ライムライト』（2015, 2019） - ポスタント
- 『花より男子』（2016年1月 - 2月） - 牧野 晴男（つくしパパ）
- 『1789 -バスティーユの恋人たち-』（2016年, 2018年） - アルトワ
- 『ピーター・パン』（2016年） - フック船長/ダーリング氏
- 『バイオハザード 〜ヴォイス・オブ・ガイア〜』（2016年） - モーリス・グリーン
- 『戯伝写楽』（2018） - 大田南畝
- 『マリーゴールド』（2018） - ヘンルーダ
- 『ドン・ジュアン』（2019, 2021） - 騎士団長／亡霊
- 『ロカビリー・ジャック』（2019） - 悪魔
- 『シャボン玉とんだ 宇宙(ソラ)までとんだ』（2020） - マスター
- 『Blue Rain』（2020） - テオ
- 『プロデューサーズ』（2020） - ロジャー・デ・ブリ
- 『ジェイミー』（2021）- トレイ・ソフィスティケイ
- 『20年後のあなたに会いたくて』（2021年）
- 『笑う男 The Eternal Love -永遠の愛-』 （2022年）- デヴィット・ディリー・ムーア卿
- 『天使にラブ・ソングを ～シスター・アクト～』（2022年）- カーティス
- 『シンデレラストーリー』（2022年） - 王様[1]
- 『エリザベス・アーデンvs.ヘレナ・ルビンスタイン -WAR PAINT-』（2023年）- ハリー・フレミング
- 『ビートルジュース』（2023年） - チャールズ[2]
- 『ベートーヴェン』（2023年）- フェルディナント・キンスキー公
- 『町田くんの世界』（2024年）
- 『ライムライト』（2024年）[3]
- 『NO.6』（2024年） - 力河[4]
- 『ビートルジュース』（2025年） - チャールズ[5]
- 『コレット』（2025年）[6]

### ストレートプレイ
- 『暗い日曜日』（2004） - アンドラーシュ
- 『宝塚BOYS』（2007, 2008） - 星野丈治
- 『傾く首〜モディリアーニの折れた絵筆〜』（2008） - モディリアーニ
- 『LOVE LETTERS』（2011）
- 朗読劇『私の頭の中の消しゴム』（2011）
- 『江戸の青空 弐』（2011） - 彦六
- 『ダブリンの鐘つきカビ人間』（2015） - 市長
- 『煉獄に笑う』（2017） - 百地丹波

### ライブ 、ショー、その他舞台
- Takashi Utsunomiya Tour'96 『easy attraction』（パフォーマーとして）
- 『Yellow Angel ～The Bouncing Body～』（1998）
- 『BORN』（1998）
- 『TOY BOX』 1〜5
- 『ダウンタウン・フォーリーズ』 (DOWNTOWN FOLLIES) （2002）, vol.2（2004）, vol.3（2005）, vol.4（2006）, 番外編そっとおやすみ（2007）, vol.6（2009）, DELUXE VOL.8（2012）, VOL.10（2015）,
- 『CLUB SEVEN』（2003）, 2nd STAGE（2004）, SP（2007）, 7th STAGE!（2011）, 8th STAGE!（2012）, 9th STAGE!（2013）
- 『CLUB SEVEN ZERO』（2017）, II（2019）, III（2021）
- 『CLUB SEVEN　20th Anniversary』（2023）
- 『ザ・ハンター』（1998）
- 『Winter Rose』（2003, 2005） - Stranger
- 『ジャック・ブレルは今日もパリに生きて歌っている』（2006）
- 『Tango Monologue』（2006）
- 『ジャンクションLIVE』　vol.1 開けちゃった編（2007）, vol.4 サン・ジェルマン・デ・プレ（2016）
- Omnibus Reading Performance 『Unbalance』（2007）
- TABLOID REVUE『密会』（2013）
- 『クリエ・ミュージカル・コレクション』　II（2015）, III（2017）
- 『空中キャバレー』（2017）
- 『NEW YEAR'S Dream』 (2021)
- 『真冬のバーレスク～ボードビル3部作～』 (2021)
- 『CLUB SEVEN another place』（2024年）[7]
- 『CLUB SEVEN another place II』（2025年公演予定）[8]
- 『Yuichiro & Friends 2』（2025年公演予定）[9][10]

### CD
- 4 Knights（4人のミュージカル俳優の一人として参加）

### CM
- アリナミンA、アリナミンEX（2004年6月より1年間）